# Ringwood (Illinois)
Ringwood è un villaggio degli Stati Uniti d'America, situato nello Stato dell'Illinois, nella contea di McHenry.